# Blanquefort-sur-Briolance
Blanquefort-sur-Briolance ist eine französische Gemeinde mit 517 Einwohnern (Stand 1. Januar 2022) im Département Lot-et-Garonne in der Region Nouvelle-Aquitaine (vor 2016: Aquitanien). Die Gemeinde gehört zum Arrondissement Villeneuve-sur-Lot und zum Kanton Le Fumélois.
Der Name in der okzitanischen Sprache lautet Blancafort (deutsch weiße Festung). Das Land der heutigen Gemeinde war im Mittelalter vom Hause Blanquefort abhängig, einer mächtigen Familie aus dem Médoc, deren Name sie schließlich annahm.
Die Einwohner werden Blanquefortais und Blanquefortaises genannt.

## Geographie
Blanquefort-sur-Briolance liegt ca. 30 km nordöstlich von Villeneuve-sur-Lot in der historischen Provinz Agenais an der nördlichen Grenze zum benachbarten Département Dordogne.
Umgeben wird Blanquefort-sur-Briolance von den acht Nachbargemeinden:
| Soulaures (Département Dordogne) | Mazeyrolles (Département Dordogne)          | Lavaur (Département Dordogne) |
| Lacapelle-Biron                  | Kompassrose, die auf Nachbargemeinden zeigt | Sauveterre-la-Lémance         |
| Gavaudun                         | Cuzorn                                      | Saint-Front-sur-Lémance       |

Blanquefort-sur-Briolance liegt im Einzugsgebiet des Flusses Garonne.
Nebenflüsse des Lot bewässern das Gebiet der Gemeinde,
- die Lède, die in Blanquefort-sur-Briolance entspringt, und
- die Lémance mit ihren Nebenflüssen,
  - der Rivièrette und
  - der Briolance mit ihren Nebenflüssen,
    - dem Ruisseau de Canut, der in Blanquefort-sur-Briolance entspringt, und
    - dem Ruisseau de Naugarède, der in Blanquefort-sur-Briolance entspringt.[3]

Der höchste Punkt des Départements liegt auf dem nördlichen Gemeindegebiet mit 274 m.

## Geschichte
Die Höhle Borie del Rey ist namensgebende Stätte des Laborien, einer kulturellen Fazies des Endpaläolithikums (Epipaläolithikum), das der Übergangsphase zwischen dem Magdalénien und dem Mesolithikum entspricht.
Funde auf der Anhöhe, auf der sich die Pfarrkirche Notre-Dame befindet, lassen auf eine Besiedelung an dieser Stelle im Hochmittelalter schließen. Diese hängt vermutlich mit der Förderung von Holz und Eisen zusammen, die weit verbreitete Ressourcen des Gebiets sind, und dürfte keine regelmäßige Niederlassung nach sich gezogen haben.
Eines der ersten Dörfer hat sich rund um eine Kirche vom 11. Jahrhundert an auf dem Gebiet der Pfarrgemeinde von Veyrines entwickelt. Diese war zweifellos die erste Kirche der Pfarrgemeinde Blanquefort vor der Errichtung der Pfarrkirche Notre-Dame. Diese wurde zu Beginn des 12. Jahrhunderts erbaut und ist verbunden mit der Siedlung Cayla mit dem Standort einer ersten Burg und der Entwicklung eines zweiten Dorfes. Zu Beginn des 13. Jahrhunderts wurde die Burg von einer größeren Anlage ersetzt, die weiter unten von Cayla auf einem Felssporn errichtet wurde. Ein konzentrisch angelegtes Dorf entwickelte sich in der Folge unterhalb der Burg im Tal. 
Mit der Ankunft der Benediktiner an der Pfarrgemeinde La Sauvetat am Ende des 11. Jahrhunderts führte zur Schaffung eines Klosterdorfs, das der Abtei La Sauve-Majeure unterstand, und eines Dorfkerns rund um die Kirche Notre-Dame de La Sauvetat. Die gleiche Entwicklung verlief im 12. Jahrhundert bei der Errichtung der Pfarrgemeinde Saint-Chaliès. 
Das Dorf Cayla wurde im 18. Jahrhundert aufgegeben, die Dörfer Blanquefort, La Sauvetat und Saint-Chaliès sind am Vorabend der Französischen Revolution unter dem Namen Blanquefort vereinigt worden. Der Zusatz „sur-Briolance“ erfolgte im Jahre 1919.

## Einwohnerentwicklung
Nach Beginn der Aufzeichnungen stieg die Einwohnerzahl bis zur Mitte des 19. Jahrhunderts auf einen Höchststand von rund 1800. In der Folgezeit sank die Größe der Gemeinde bei kurzen Erholungsphasen bis zu den 1990er Jahren auf rund 470 Einwohner, bevor sie sich auf diesem Niveau stabilisierte.
| Jahr      | 1962 | 1968 | 1975 | 1982 | 1990 | 1999 | 2006 | 2011 | 2022 |
| --------- | ---- | ---- | ---- | ---- | ---- | ---- | ---- | ---- | ---- |
| Einwohner | 727  | 666  | 587  | 549  | 468  | 492  | 499  | 515  | 517  |

## Kultur und Sehenswürdigkeiten

### Bauwerke
- Pfarrkirche Notre-Dame aus dem 12. Jahrhundert, als Monument historique eingeschrieben
- Pfarrkirche in Saint-Chaliès aus dem 12. Jahrhundert
- Pfarrkirche Sainte-Madeleine in La Sauvetat aus dem 12. Jahrhundert
- Kirchenruine Saint-Martin im Weiler Veyrines aus dem 11. Jahrhundert
- Burg Blanquefort aus dem 12. Jahrhundert, als Monument historique eingeschrieben
- Herrenhaus Latour in La Sauvetat aus dem 15. Jahrhundert
- Hochofen aus dem 19. Jahrhundert, auf dem Gelände später eine Getreidemühle, dann eine Limonadenfabrik
- Bauernhöfe in La Sauvetat aus dem 16. Jahrhundert

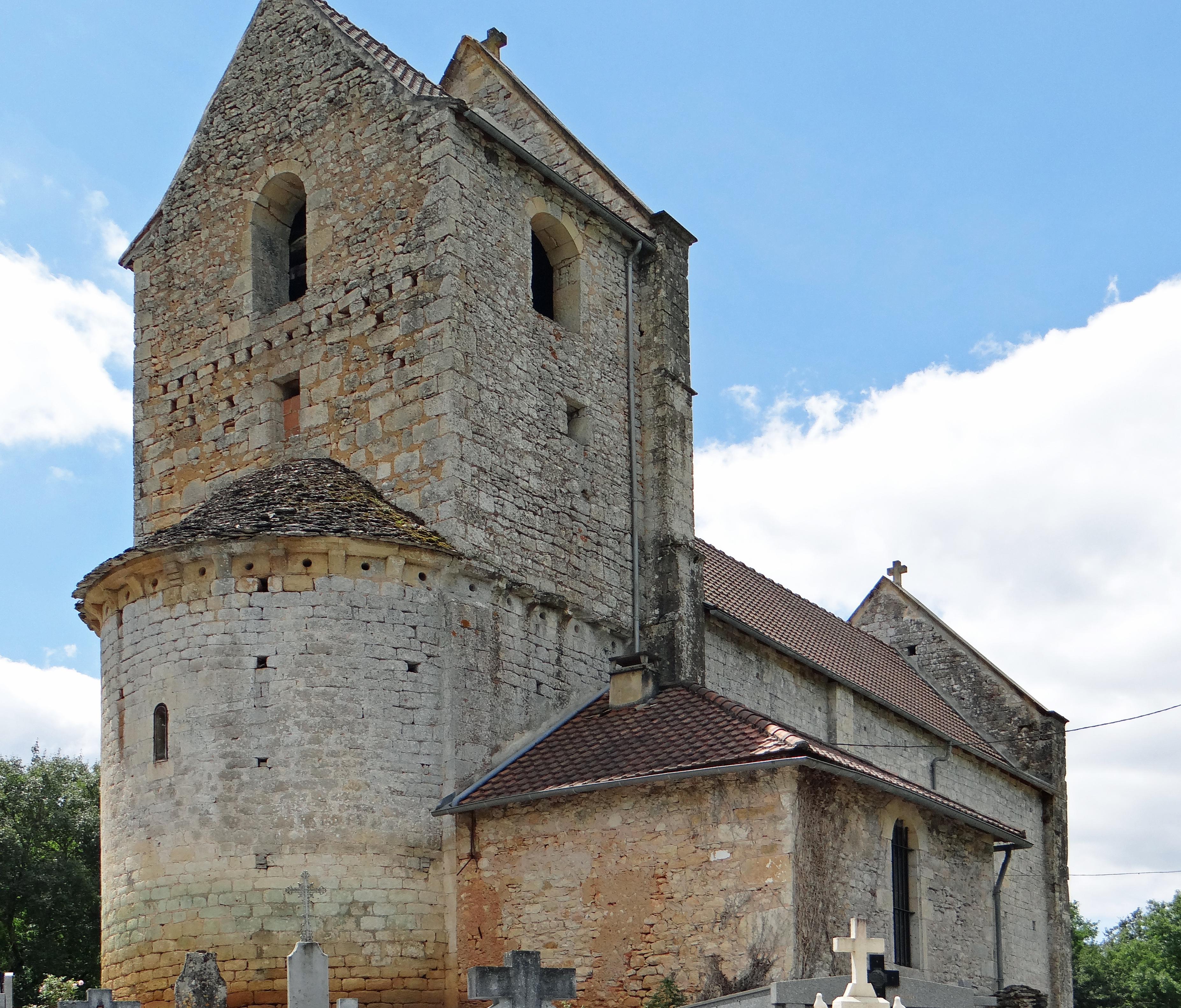
Pfarrkirche Notre-Dame
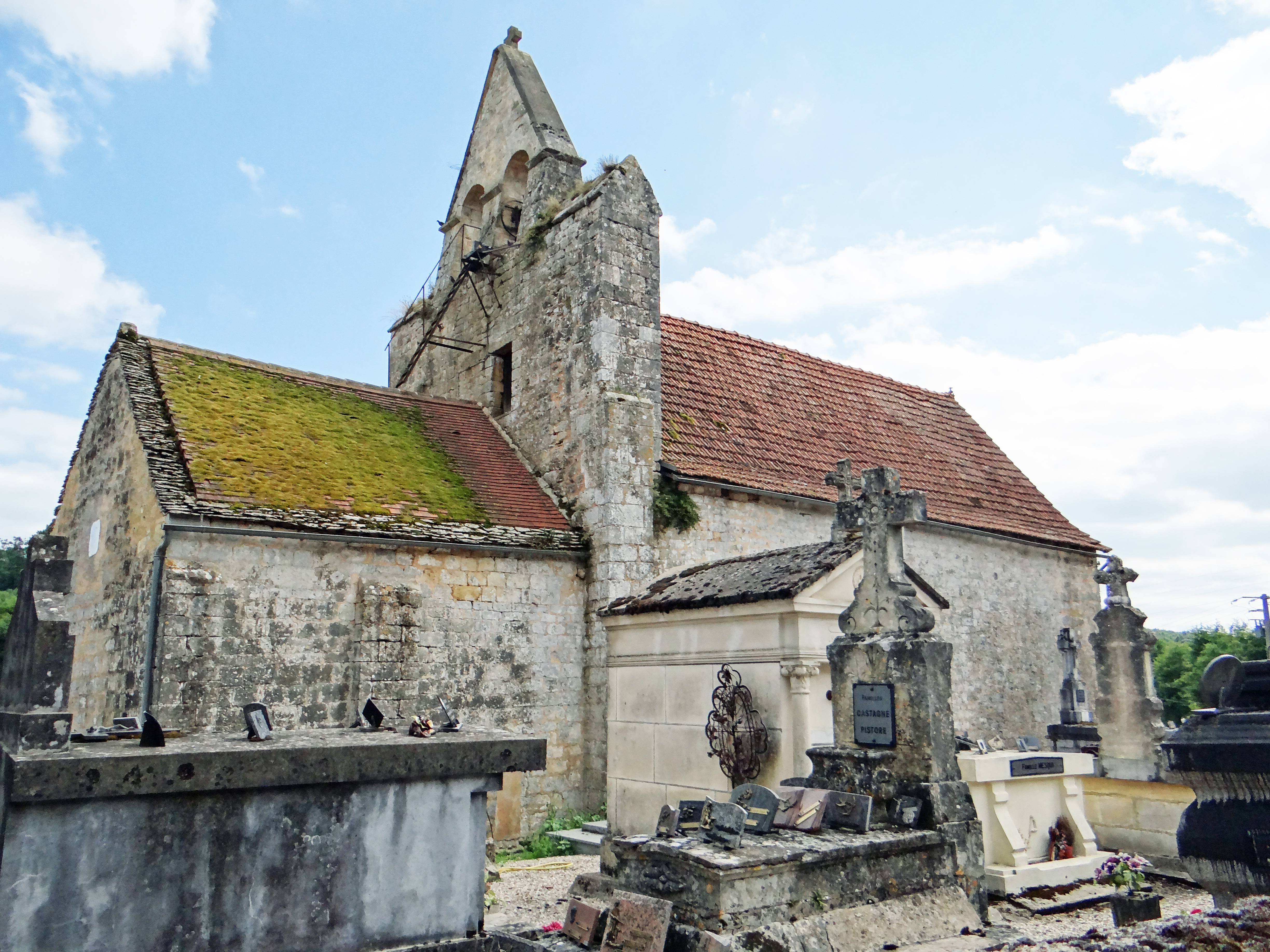
Pfarrkirche in Saint-Chaliès
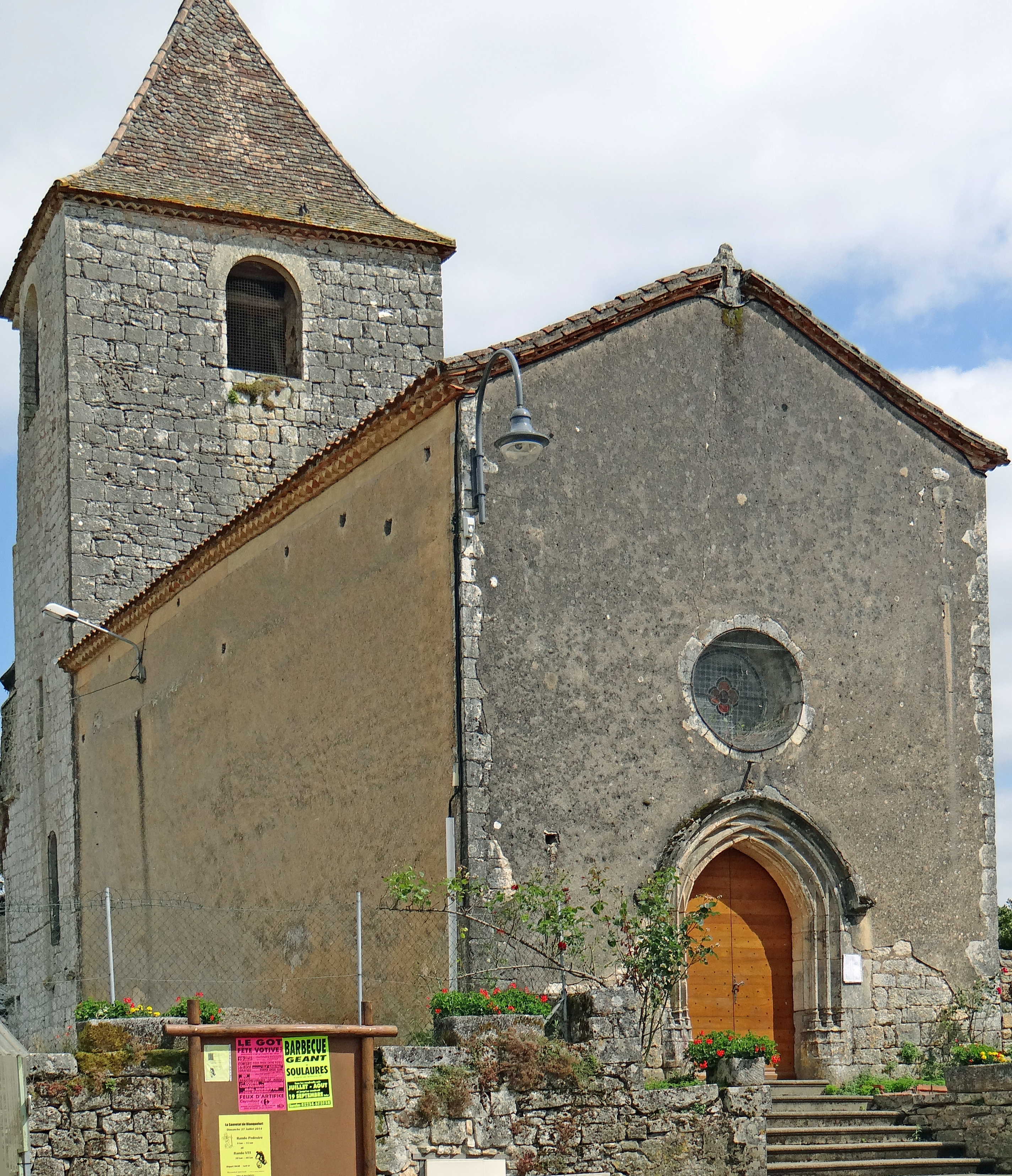
Pfarrkirche Sainte-Madeleine in La Sauvetat
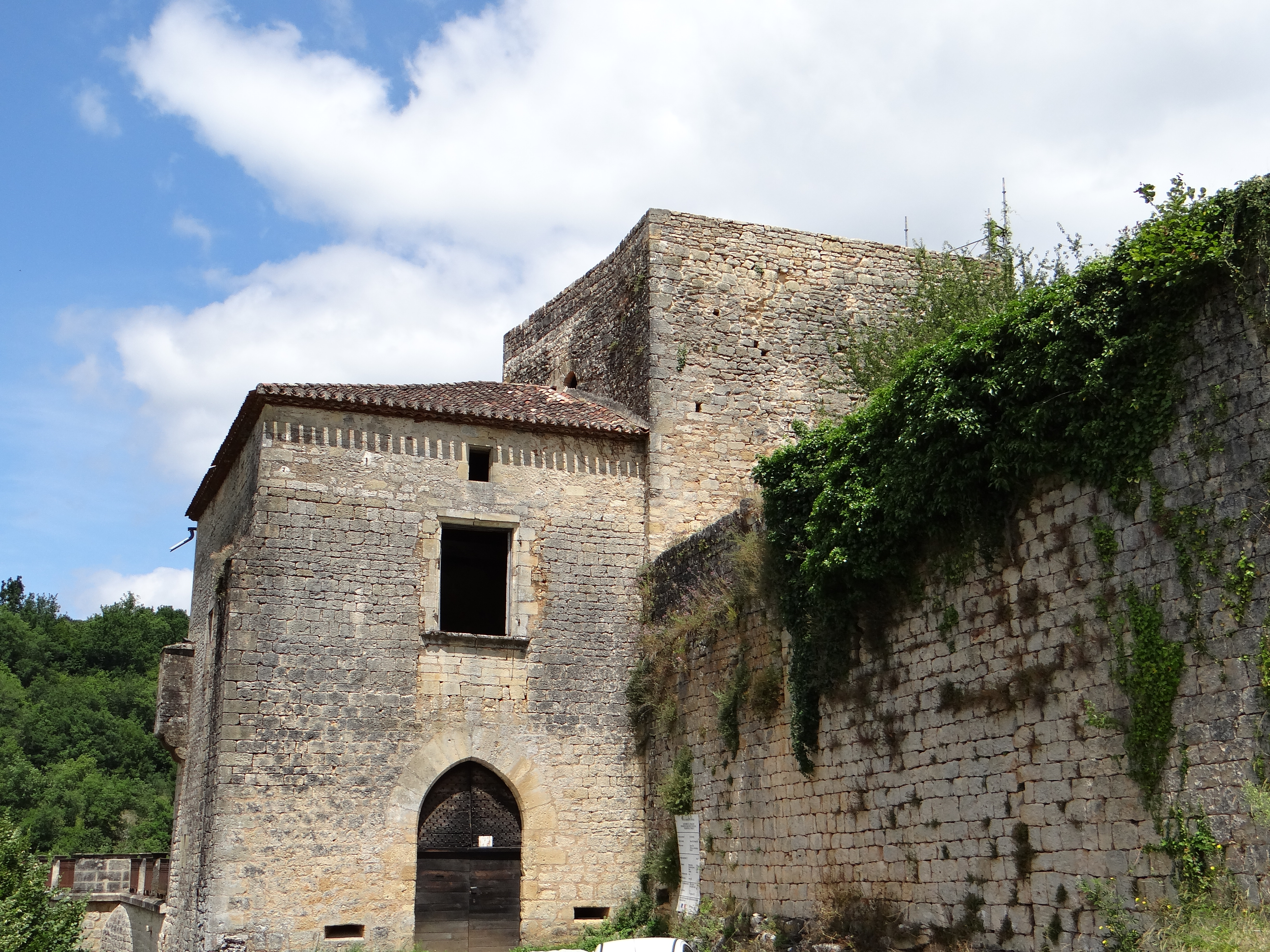
Burg Blanquefort
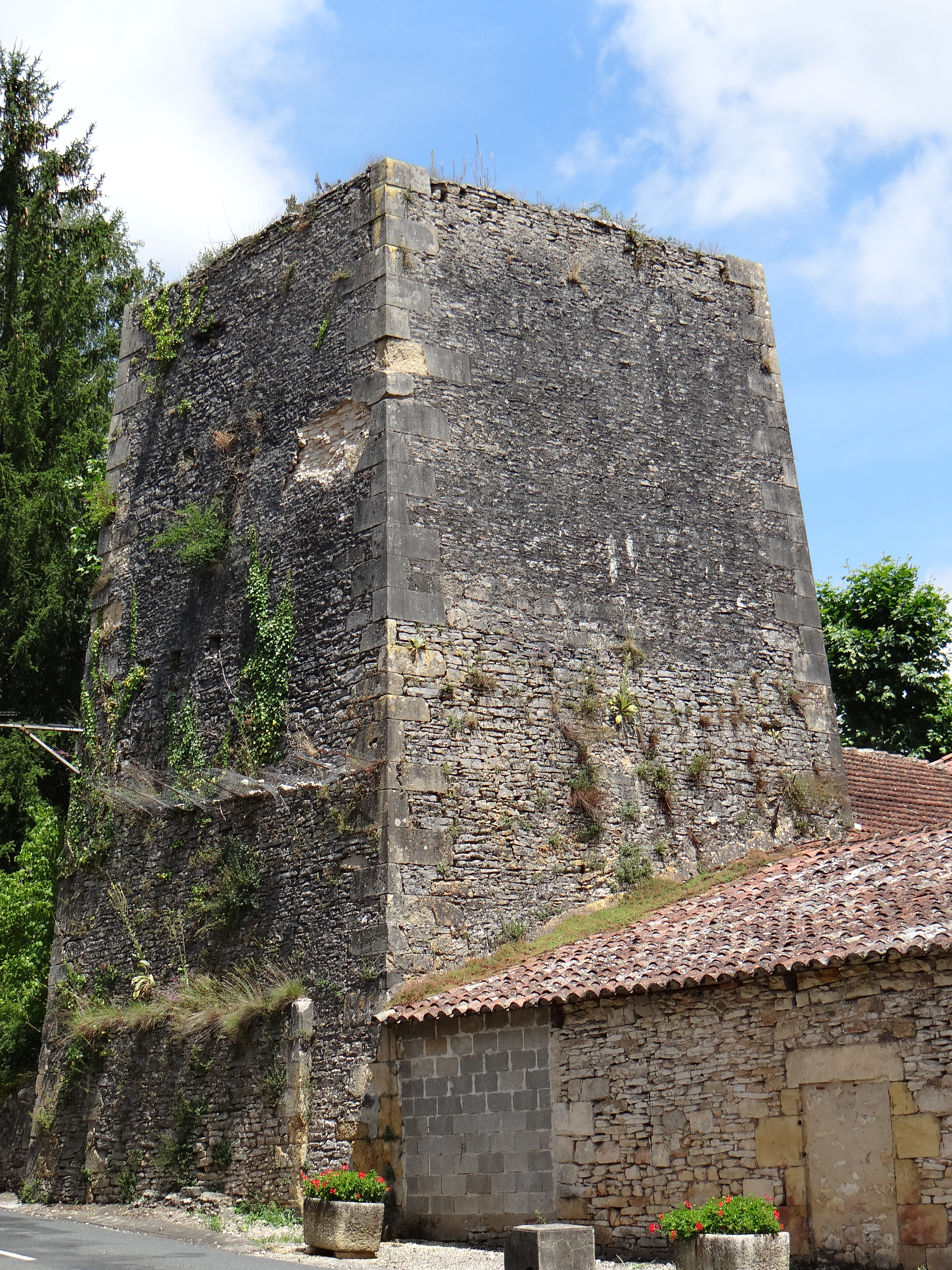
Hochofen

### Kultur

UNESCO-Logo des Immateriellen Kulturerbes

Die Gemeinde besitzt einen Eintrag in der nationalen Liste des immateriellen Kulturerbes.
Der Brauch des Eiersammelns wurde bis in die 1980er Jahre gepflegt. Eine Gruppe junger Männer gingen von Bauernhof zu Bauernhof, um Hühnereier zu bekommen. Am letzten Haus wurde aus der Beute ein Omelett gebacken. Die Wahl des letzten Hauses fiel auf die Wohnung einer jungen Dame, die es zu heiraten galt. Es gab dabei auch Auseinandersetzungen zwischen den Gruppen, die sich gegenseitig mit den Eiern bewarfen.
In der Karnevalszeit holten sich bis in die 1960er Jahre die Kinder alte Kleidungsstücke aus dem Dachböden und zogen verkleidet mit gebastelten Masken durch das Dorf, um Bonbons zu erhalten. Diese Bräuche werden wieder ins Leben gerufen durch ein Wiederaufgreifen der Bräuche zu Allerheiligen gemischt mit denen des Karnevals. Maskierte und kostümierte Kinder und Erwachsene ziehen mit Musikern, die mit Kürbissen und Kerzen bekleidet sind, durch das Dorf, um anschließend im einzigen Bar-Restaurant bei einem gemeinsamen Essen zu feiern.

## Wirtschaft und Infrastruktur

### Bildung
Die Gemeinde verfügt über eine öffentliche Vor- und Grundschule mit 24 Schülerinnen und Schülern im Schuljahr 2018/2019.

### Verkehr
Blanquefort-sur-Briolance ist erreichbar über die Routes départementales 240, 426 und 710, der ehemaligen Route nationale 710.
Die Linie 48 des TER Nouvelle Aquitaine, einer Regionalbahn der staatlichen SNCF, die die Strecke von Périgueux nach Agen bedient, durchquert das südliche Gemeindegebiet. Der nächstgelegene Haltepunkt befindet sich in der Nachbargemeinde Sauveterre-la-Lémance.

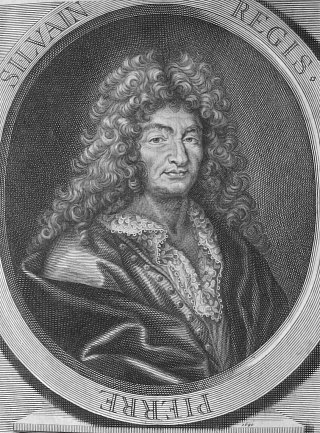
Pierre-Sylvain Régis (1690)

## Persönlichkeiten
Pierre-Sylvain Régis, geboren im Jahre 1632 in La Sauvetat, gestorben am 11. Januar 1707 in Paris, war ein französischer Philosoph, Mitglied der Académie des sciences zwischen 1699 und 1707 und Anhänger des Cartesianismus.